# 大定 (西梁)
大定（555年正月—562年正月）是西梁政權梁宣帝蕭詧的年号，共计7年餘。

## 纪年
| 大定 | 元年  | 二年  | 三年  | 四年  | 五年  | 六年  | 七年  | 八年  |
| ---- | ----- | ----- | ----- | ----- | ----- | ----- | ----- | ----- |
| 公元 | 555年 | 556年 | 557年 | 558年 | 559年 | 560年 | 561年 | 562年 |
| 干支 | 乙亥  | 丙子  | 丁丑  | 戊寅  | 己卯  | 庚辰  | 辛巳  | 壬午  |

## 参看
- 中国年号索引
  - 其他使用大定年號的政權
- 同期存在的其他政权年号
  - 承聖（552年十一月—555年四月）：南梁政權梁元帝蕭繹的年号
  - 天成（555年五月—十月）：南梁政權貞陽侯蕭淵明的年号
  - 天啓（558年三月—560年二月）：南梁政權永嘉王蕭莊的年号
  - 紹泰（555年十月—556年八月）：南梁政權梁敬帝蕭方智的年号
  - 太平（556年九月—557年十月）：南梁政權梁敬帝蕭方智的年号
  - 永定（557年十月—559年十二月）：南陈政權陳武帝陳霸先的年号
  - 天嘉（560年正月—566年二月）：南陈政權陳文帝陈蒨的年号
  - 天保（550年五月—559年十二月）：北齊政权齊文宣帝高洋年号
  - 乾明（560年正月—八月）：北齊政权齊廢帝高殷年号
  - 皇建（560年八月—561年十一月）：北齊政权齊孝昭帝高演年号
  - 太寧（561年十一月—562年四月）：北齊政权齊武成帝高湛年号
  - 武成（559年八月—560年十二月）：北周政权周明帝宇文毓年号
  - 保定（561年正月—565年十二月）：北周政权周武帝宇文邕年号
  - 建昌（555年—560年）：高昌政权麴寶茂年号
  - 延昌（561年—601年）：高昌政权麴乾固年号
  - 開國（551年—568年）：新羅真興王之年號